# 向山裕
向山裕（日语：／ Mukaiyama Yutaka；1968年12月15日—），藝名巧克力球向井（日语：／ Chokobōru Mukai），日本AV男優。群馬縣澁川市出生，其。與性愛之帝王加藤鷹、變態系男優山本龍二，合稱「日本AV男優御三家」。

## 略歷
向山裕在1990年入行，早期的夢想卻是要當職業摔角手。因外型壯碩黝黑，某導演看見其黑黑的睪丸很有特色，遂幫他起了外號「巧克力球」；又因本姓「向山」讀法較長，便幫他取了相對簡潔的「向井」作為藝姓。向山裕拍攝逾四千部AV作品，期間曾因過度勞累患有肝病。向山裕也曾有在90分鐘內讓廣末奈緒等10位女優達到性高潮，拍完片子後被緊急送醫的紀錄。向山裕也是首位在日本大學演講的AV男優。他最著名的性交姿勢為火車便當式。
日本搞笑藝人山口智充在深夜節目所模仿的巧克男孩(チョコボーイ山口)就是以向山裕為原型。
目前在東京知名同志聚集區新宿二丁目經營同志酒吧「Chocoball Family」。

## 關連項目
- 加藤鷹
- 山本龍二
- 南佳也